# Fréquenstar
Fréquenstar était une émission de télévision française présentée par Nagui et plus tard Laurent Boyer et diffusée sur M6 de 1988 à 2006.

## Principe de l'émission
Chaque émission consiste en une longue interview d'un artiste, dans un lieu de son choix. Fréquenstar commence en 1988. Au début, entre Nagui jusqu'en 1989 et Laurent Boyer faisait ses interviews dans un studio jusqu'en 1992. Ce n'est qu'en 1992 que les artistes ont commencé à choisir un lieu qui leur tenait à cœur. L'émission cessa en 2006 mais revient en 2019 Fréquenstar avec Laurent Boyer à la radio sur RTL.

## Création
L'idée de Fréquenstar est venue à Laurent Boyer après un reportage sur le tournage du clip de la chanson Désenchantée de Mylène Farmer en 1991.